# ويلكوم
ويلكوم (بالإنجليزية: Welkom)‏ هي ثاني أكبر مدينة في مقاطعة الولاية الحرة بجنوب أفريقيا، وتقع على بعد حوالي 140 كيلومتر (90 ميل) شمال شرق بلومفونتين، عاصمة المقاطعة.
تم وضع مستوطنة في مزرعة باسم «ويلكوم» (وهي كلمة أفريقانية وهولندية تعني كلمة «ترحيب») بعد اكتشاف الذهب في المنطقة، وأعلنت رسميًا مدينة في عام 1948. أصبحت البلدة بلدية عام 1961. تقع الآن في بلدية ماتشابنغ، وهي جزء من مقاطعة ليويليبوتسووا. تم إعلان مدينة ويلكوم رسمياً مدينة في 14 فبراير 1968.
يتمحور جزء كبير من تاريخ ويلكوم حول اكتشاف الذهب في شمال غرب الولاية الحرة. وأُعلنت بلدة في عام 1948، بعد تسع سنوات من اكتشاف الذهب الكبير في Odendaalsrus، شمال ويلكوم مباشرة.

## معرض صور

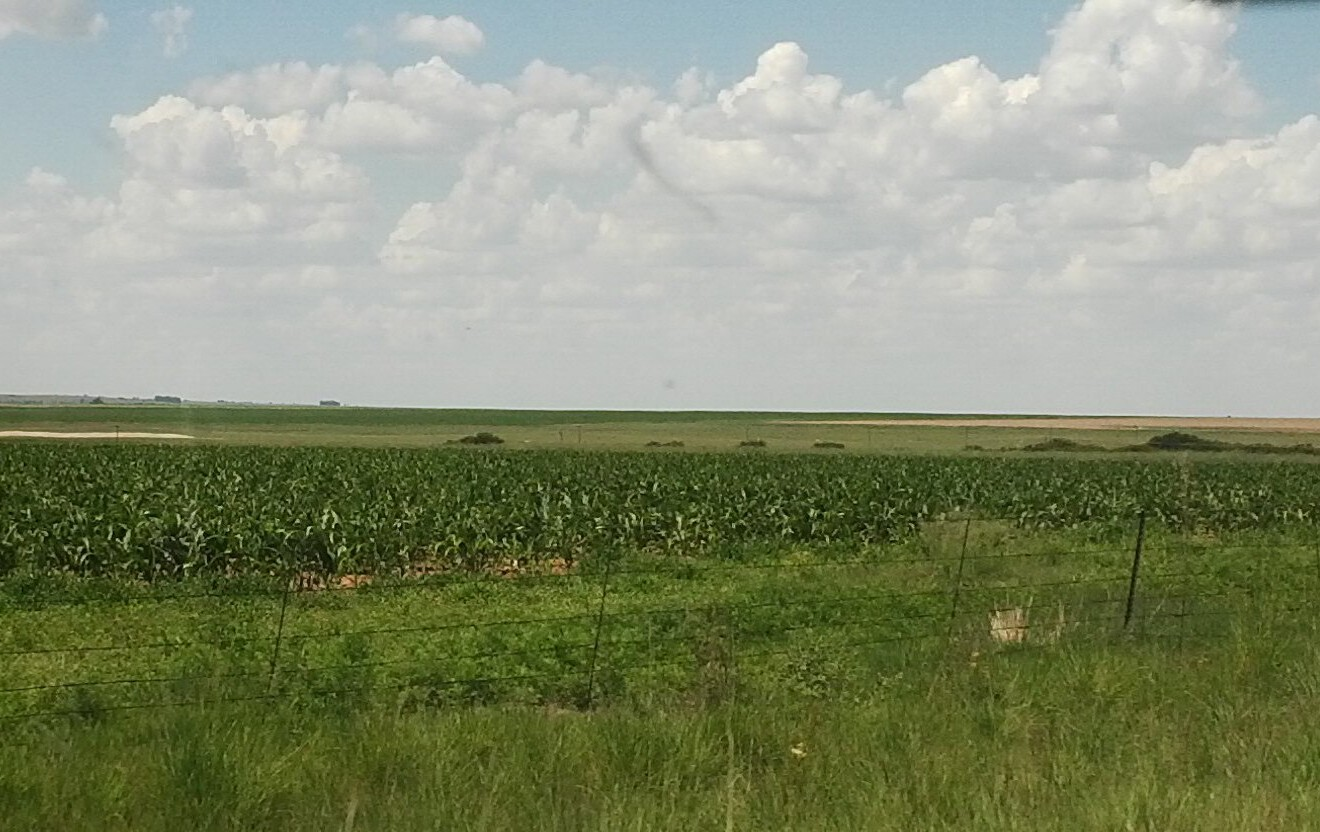
إنتاج الذرة بالقرب من R34 المؤدية إلى ويلكوم
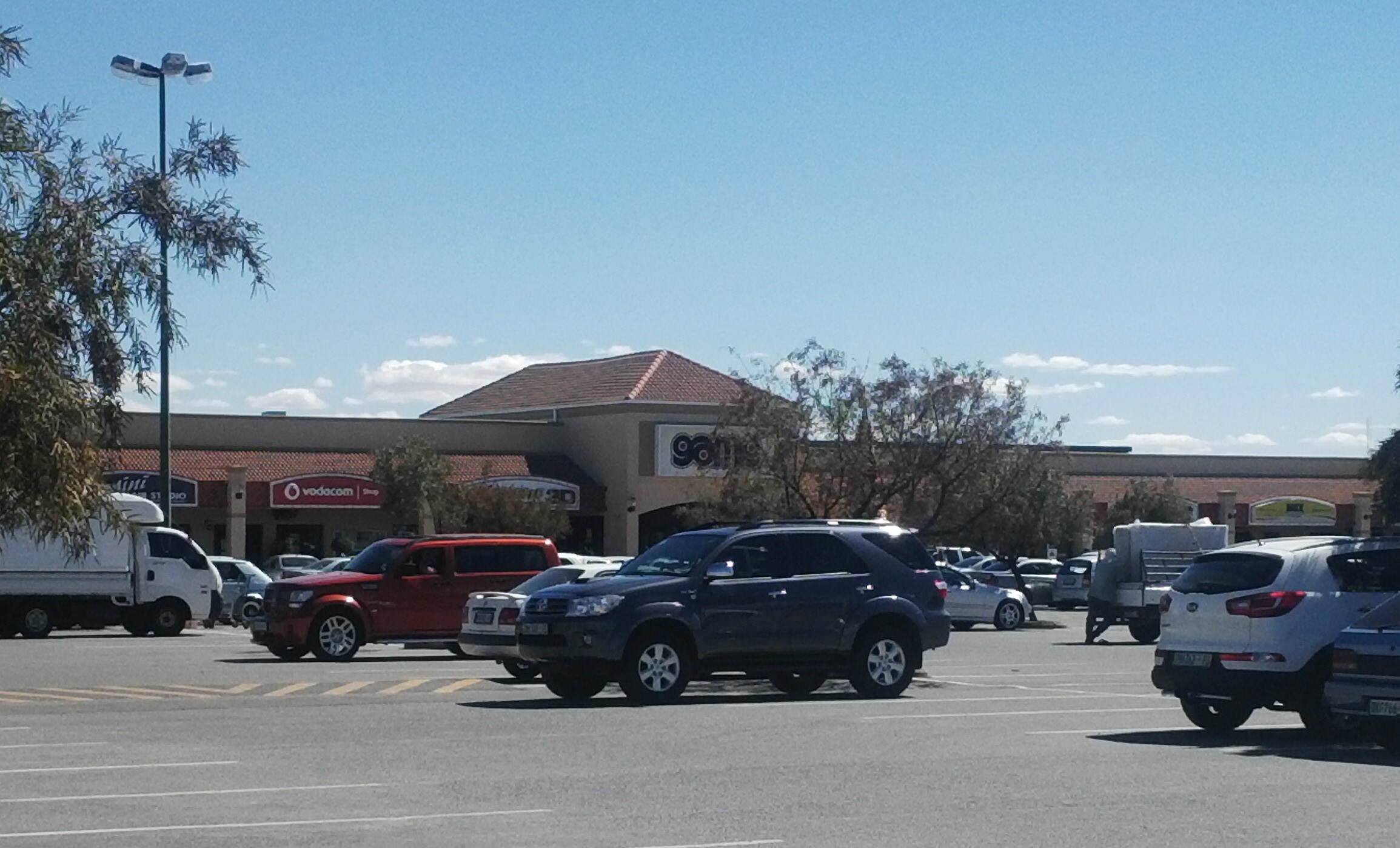
ساحة ويلكوم على الطريق الطويل
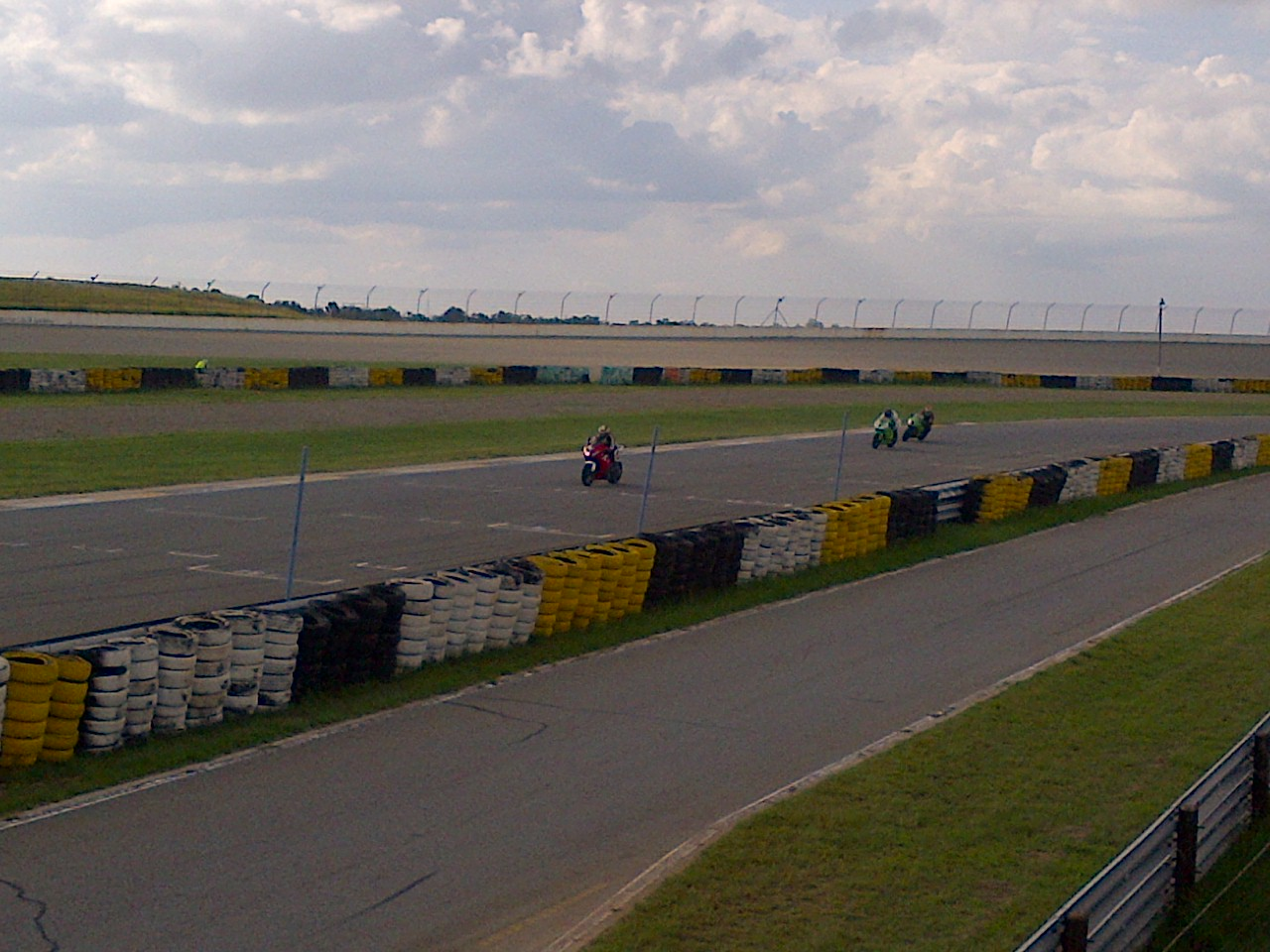
سباق الدراجات النارية في طريق Phakisa السريع
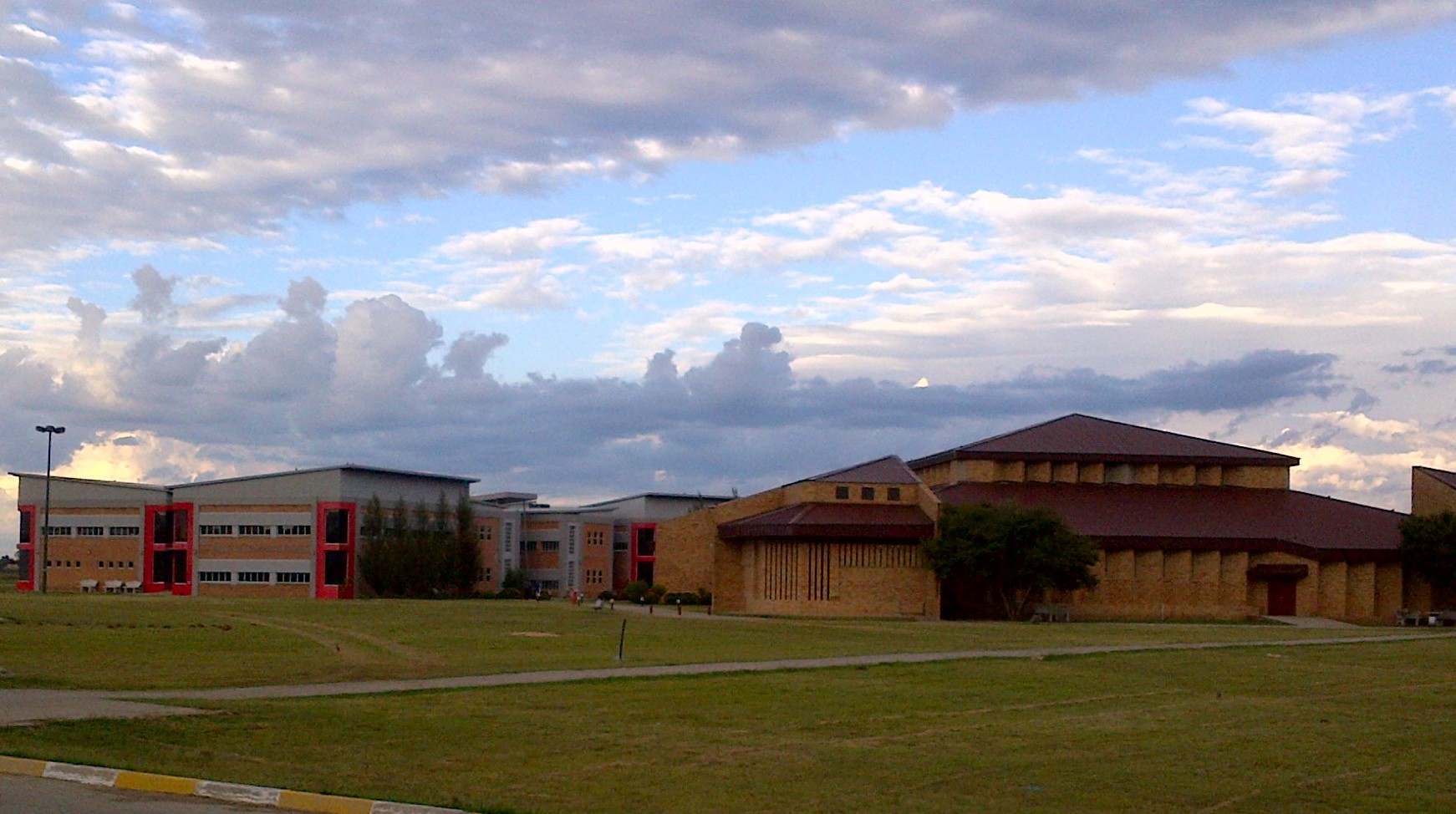
حرم الجامعة المركزية للتكنولوجيا
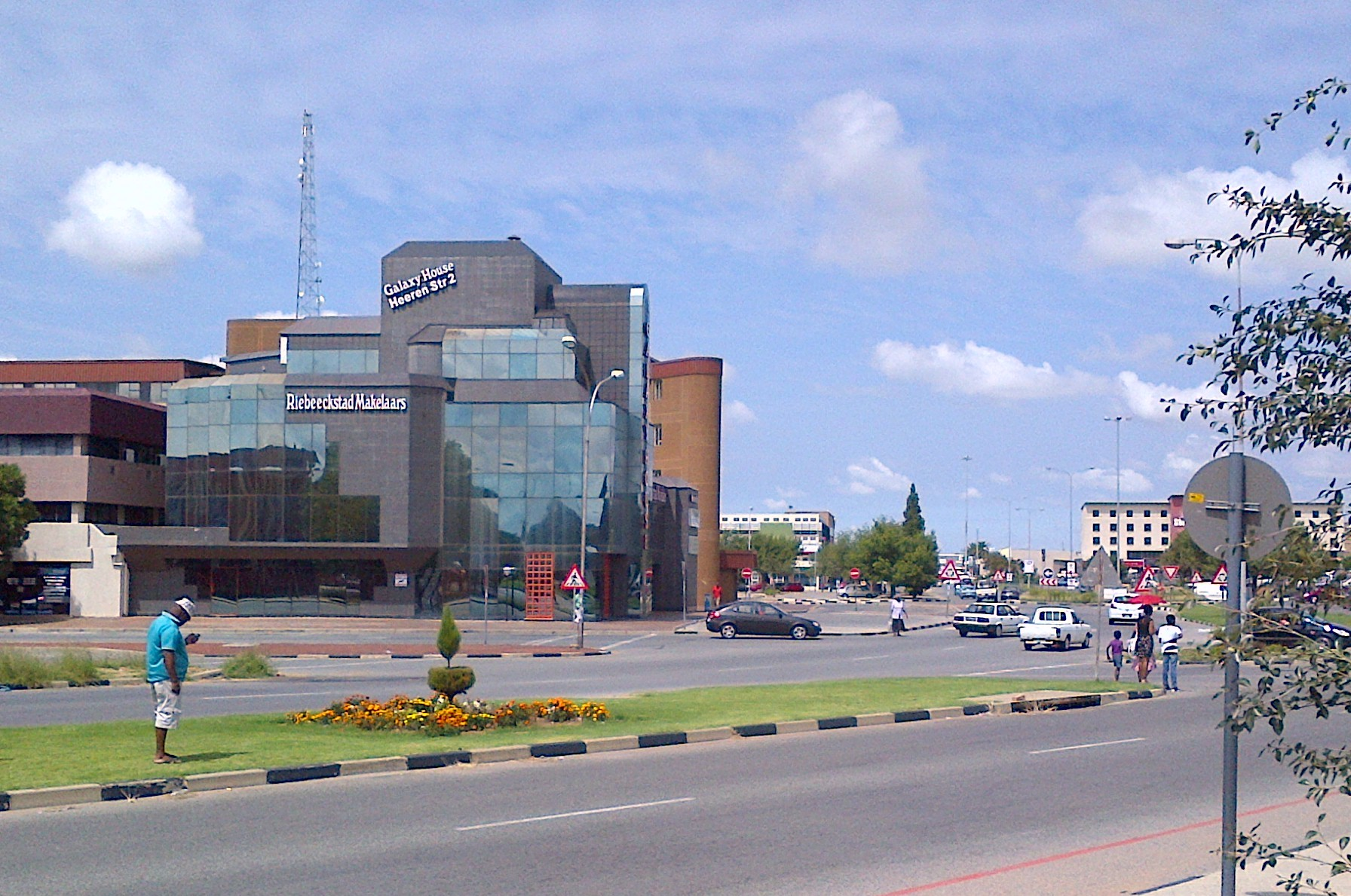
شارع باوتين، ويلكوم